# Cliff Gorman
Cliff Gorman (Queens (New York), 13 oktober 1936 – Manhattan (New York), 5 september 2002) was een Amerikaans acteur.

## Biografie
Gorman was Joods opgevoed.
Gorman begon in 1968 met acteren in de televisieserie N.Y.P.D.. Hierna heeft hij nog meerdere rollen gespeeld in televisieseries en films zoals Police Story (1974-1975), All That Jazz (1979), Night and the City (1992), Law & Order (1998) en Ghost Dog: The Way of the Samurai (1999).
Gorman was ook actief in het theater, hij maakte in 1971 zijn debuut op Broadway in het toneelstuk Lenny als Lenny Bruce. Hierna heeft hij nog driemaal opgetreden op Broadway. In 1977 met het toneelstuk Chapter Two als Leo Schneider, in 1985 met het toneelstuk Doubles als Lennie en in 1986 met het toneelstuk Social Security als David Kahn.
Gorman was in 1963 getrouwd, en op 5 september 2002 is hij overleden aan de gevolgen van leukemie.

## Filmografie

### Films
Selectie:
- 1999 Ghost Dog: The Way of the Samurai – als Sonny Valerio
- 1992 Hoffa – als Solly Stein
- 1992 Night and the City – als Phil Nasseros
- 1979 All That Jazz – als Davis Newman
- 1978 An Unmarried Woman – als Charlie
- 1975 Rosebud – als Yafet Hemlekh
- 1970 The Boys in the Band – als Emory
- 1969 Justine – als Toto

### Televisieseries
Uitgezonderd eenmalige gastrollen..
- 1998 Law & Order – als rechter Gary Feldman – 3 afl.
- 1982 Trapper John, M.D. – als Brad Wylie – 2 afl.

- Bibsys: 14018616
- Biblioteca Nacional de España: XX1327638
- Bibliothèque nationale de France: cb14049412t (data)
- Gemeinsame Normdatei: 1017708142
- International Standard Name Identifier: 0000 0001 0867 5342
- Library of Congress Control Number: n94090885
- Nationale Bibliotheek van Tsjechië: xx0176322
- Nationale Bibliotheek van Israël: 987007440485705171
- SNAC: w6gg4kph
- Système universitaire de documentation: 07447491X
- Virtual International Authority File: 7590338
- WorldCat: E39PBJqQwHRyRCBtWFvxdtVt8C